# Spencer, Oklahoma
Spencer är en ort i Oklahoma County i Oklahoma. Vid 2010 års folkräkning hade Spencer 3 912 invånare.